# Pratt & Whitney PW2000
Die Flugzeugtriebwerke der Pratt & Whitney PW2000-Serie sind Turbofan-Triebwerke mit hohem Nebenstromverhältnis der mittleren Schubklasse von Pratt & Whitney. Das Triebwerk wurde für die Boeing 757 konstruiert, bei der es bis zur Einstellung dieser Flugzeugserie mit dem Rolls-Royce RB211-535 konkurrierte.
1994 wurde eine verbesserte Version mit höherer Zuverlässigkeit, niedrigeren Wartungskosten sowie besserer Umweltfreundlichkeit vorgestellt.
Die aktuelle Version ist das PW2043 mit 191 kN (43.000 lbf) Startschub und höherem Schub in großen Höhen oder bei hohen Temperaturen. Ältere Triebwerke können nach Maßgabe verschiedener Service Bulletins zum PW2043 aufgerüstet werden.
Außer an der 757 findet sich das PW2000 an der Iljuschin Il-96M unter der Typenbezeichnung PW2337 und unter der militärischen Bezeichnung F117-PW-100 am Militärtransporter Boeing C-17 Globemaster III.
Das PW2000 treibt alle Modelle der zweistrahligen Boeing 757 an und ist der exklusive Antrieb der F117 für den vierstrahligen Militärtransporter C-17 Globemaster III. Das Modell PW2040 treibt auch die C-32A der US-Luftwaffe an, die militärische Version der 757.
Das PW2000-Triebwerk wurde 1984 als erstes ziviles Triebwerk mit FADEC-Technologie (Full-Authority Digital Electronic Control) in Betrieb genommen. Pratt & Whitney führte 1994 eine verbesserte Version des PW2000 ein, die so genannte Reduced Temperature Configuration (RTC). Dieses verbesserte Modell bietet eine höhere Zuverlässigkeit und Haltbarkeit für lange Flugzeiten und geringere Gesamtwartungskosten sowie eine hervorragende Umweltverträglichkeit.

Das PW2000 ist für den zweimotorigen Betrieb mit verlängerter Reichweite (ETOPS) von 180 Minuten zugelassen und erfüllt weltweit alle geltenden und vorgeschlagenen Lärm- und Missionsvorschriften.

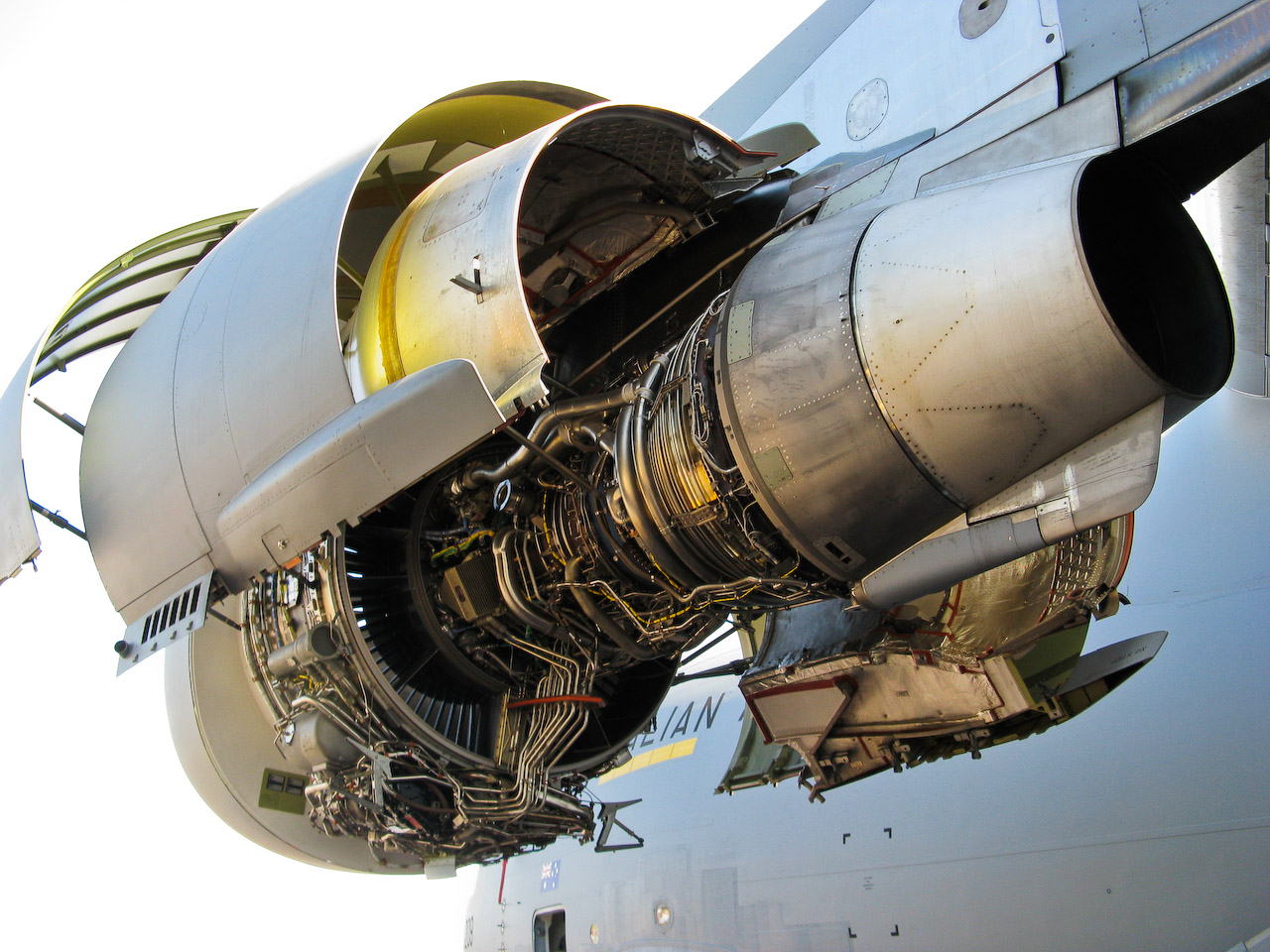
F117-Triebwerk an einer C-17 Globemaster

## Technische Daten
- Fandurchmesser: 1,99 m
- Schub: 162,8 bis 191,3 kN (36.600 bis 43.000 lbf)
  - PW2037: 162,8 kN (36.600 lbf)
  - PW2040: 178,4 kN (40.100 lbf)
  - PW2043: 191,3 kN (43.000 lbf)
- Nebenstromverhältnis: 5,3:1